# Франкфурт — Хан
Аэропо́рт Фра́нкфурт — Хан находится на западе Германии, в Рейнланд-Пфальце. Ближайший крупный город — Кобленц (70 км). Расстояние до Франкфурта и Люксембурга — примерно по 120 км.

## История
На территории будущего аэропорта в 1952 году была построена авиабаза НАТО, на которой размещалось 50-e крыло ВВС США.
В 2021 году аэропорт был объявлен банкротом. В 2023 году попытку приобрести его за 20 миллионов долларов предпринял российский миллиардер Виктор Харитонин, но местные власти воспротивились сделке. В результате тендер на покупку выиграла немецкая группа Triwo.

## Пассажирские авиакомпании
- Ryanair
- Wizz Air
- SunExpress

## Грузовые авиакомпании
- ACT Airlines
- AirBridgeCargo
- Air Cargo Germany
- Air France
- Evergreen International Airlines
- MNG Airlines
- National Airlines
- Nippon Cargo Airlines
- Silk Way Airlines
- Yangtze River Express

## Транспортная доступность
В 2 км южнее аэропорта проходит дорога Bundesstraße 50.
Аэропорт находится на существенном удалении от крупных городов и очень плохо обеспечен транспортом. Автобусным сообщением аэропорт Хан связан с Кобленцем, Кёльном, Франкфуртом, Карлсруэ и Люксембургом. Железнодорожное сообщение с аэропортом отсутствует.

## Факты
В 2009 году самолёт Ан-225 рейсом из аэропорта Хан в Ереван перевёз генератор для электростанции массой более 187 тонн, что является мировым рекордом по массе перевезённого по воздуху моногруза.